# Jožin z bažin w Polsce
Jožin z bažin w Polsce (poljsko dobesedno Jožin z bažin na Poljskem) je dvanajsti album češke skupine Banjo Band. Izšel je leta 2008.
Navdih za album je skupina dobila po tem, ko je njihova pesem »Jožin z bažin« leta 2008 postala popularna na internetu, predvsem na Poljskem.

## Seznam skladb
| Št. | Naslov                      | Dolžina |
| --- | --------------------------- | ------- |
| 1.  | „Jožin z bažin‟             | 2:36    |
| 2.  | „Jez (Polsky)‟              | 2:20    |
| 3.  | „Medvědi nevědí‟            | 2:05    |
| 4.  | „Linda‟                     | 2:08    |
| 5.  | „Lulu z Honolulu (Polsky)‟  | 2:09    |
| 6.  | „Neopatrný Křeček‟          | 1:37    |
| 7.  | „Mravenci v kredenci‟       | 2:03    |
| 8.  | „Prachovské skály (Polsky)‟ | 2:26    |
| 9.  | „Láďa jede lodí‟            | 1:58    |
| 10. | „Zkratky‟                   | 1:59    |
| 11. | „Dáša Nováková (Polsky)‟    | 2:38    |
| 12. | „Ňu, ňu, ňu‟                | 2:38    |
| 13. | „Praha - Prčice‟            | 2:39    |
| 14. | „Žába - Krazek‟             | 2:23    |
| 15. | „Rychlík jede do Prahy‟     | 2:42    |
| 16. | „Brno je zlatá loď‟         | 2:01    |
| 17. | „Jožin z bažin (Polsky)‟    | 2:35    |

## Zasedba
- Ivan Mládek – banjo, kazoo, vokal
- Vítězslav Marek – trobenta
- Ivo Pešák – vokal
- Michal Palka – klarinet
- Zdeněk Kalhous – klavir
- Václav Dédina – tuba
- Jan Mrázek – perilnik
- Lenka Plačková – vokal
- Libuna Roubychová – vokal

Besedila so v poljščino prevedli Ondřej Magala, Joanna Bartel, Zbigniew Klimko in Darek Jedzok.